# مطار فيتاساري
مطار فيتاساري (بالإنجليزية: Viitasaari Airfield)‏ هو مطار في فيتاساري، فنلندا، على بعد حوالي 2 ميل بحري (3.7 كـم؛ 2.3 ميل) شمال شمال غرب مركز مدينة فيتاساري. اعتبارا من سبتمبر 2011، المطار مغلق إلى أجل غير مسمى.

## روابط خارجية
- VFR Suomi / فنلندا - مطار فيتاساري
- Lentopaikat.net -مطار فيتاساري باللغة الفنلندية